# Církev v nouzi

Logo Církve v nouzi

Církev v nouzi (ang. Aid to the Church in Need, něm. Kirche in Not) je křesťanská charitativní organizace, která působí v mnoha zemích světa. V roce 1947 ji založil nizozemský premonstrátský kněz Werenfried van Straaten, známý jako Špekpáter (†2003). Jejím cílem je „pomáhat církvi, aby mohla pomáhat”.
Mezinárodní ředitelství organizace je od roku 1975 v německém Königsteinu, v současnosti má pobočky v 17 zemích světa. V prosinci 2011 získala status papežské nadace.
Od roku 1953 rozesílá newsletter s názvem Zrcadlo (ang. The mirror/ něm. Echo der Liebe). V době komunistických režimů přinášel informace o utrpení věřících a náboženském pronásledování ve východní a střední Evropě. Dnes vychází 8x ročně v asi 700 tisících kopií a 7 jazykových verzích.
Papež Benedikt XVI. ještě jako kuriální kardinál Joseph Ratzinger označil Církev v nouzi za „nejvýznamnější katolické charitativní hnutí, dar Prozřetelnosti pro tuto dobu”.

## Příjmy
V roce 2010 se organizaci podařilo vybrat rekordní částku za 63 let její existence – příznivci jí věnovali 86,9 milionů euro. Mohla tak financovat 5 587 projektů ve 153 zemích. V tomto roce tak např. podporovala 10 645 seminaristů. Velkou podporu poskytla zejména církvi v Rusku, jak katolické (milion a půl euro), tak pravoslavné (700 tisíc euro), dalšího půl milionu věnovala na mezikonfesní projekty.
V roce 2011 organizace shromáždila 82 milionů euro a pokryla tak spolufinancování 4 634 projektů ve 145 zemích, v roce 2019 to bylo 111 milionů euro z příspěvků vybraných ve 23 regionálních poboček. Největší podíl, necelých 30 %, byl věnován na stavební investice, 15 % pak na podporu kněží. Většina pomoci směřovala do Afriky a na Blízký východ.
Příjmy organizace závisí výhradně na příspěvcích individuálních dárců, organizace není financována ani z veřejných ani církevních zdrojů. V současné době na její činnost přispívá více než 600 000 dárců.

### Některé projekty
Církev v nouzi průměrně ročně podporuje zhruba 5 000 projektů ve více než 140 zemích. Od roku 1952 směřovala pomoc kněžím a věřícím za železnou oponou, od roku 1962 na popud papeže Jana XXIII. začala podpora projektů v Latinské Americe, od roku 1992 začaly společné projekty s ruskou ortodoxní církví, od roku 2007 na popud papeže Benedikta XVI. zesílily aktivity na Blízkém Východě.
Kromě výstavby nebo obnovy kostelů a dalších budov jdou další prostředky do vzdělávání kněží i laiků, nákup dopravních prostředků, na pomoc kněžím a řeholníkům v existenční nouzi i na pomoc obyvatelstvu zasaženému válkami nebo přírodními katastrofami. Organizace také rozděluje náboženské knihy a jiná média. Zajímavostí jsou tzv. plovoucí kostely instalované na Amazonce a na Donu nebo pojízdná zpovědnice instalovaná ve VW Transporter T5.
Další oblastí působení je obhajoba pronásledovaných křesťanů a publicita v jejich prospěch. Jde například o akci "Červená středa (Red Wednesday)," která poslední říjnovou neděli nasvítí některé kostely i jiné budovy červeným světlem jako připomínku náboženské nesnášenlivosti a pronásledování.